# Wólka Kozodawska
Wólka Kozodawska – wieś sołecka w Polsce położona w województwie mazowieckim, w powiecie piaseczyńskim, w gminie Piaseczno. W 1971 roku licząca 347 mieszkańców, w 2017 roku liczba ta wzrosła do 1107 osób zameldowanych na pobyt stały i czasowy. 
| SIMC    | Nazwa        | Rodzaj    |
| ------- | ------------ | --------- |
| 0006563 | Zalesie-Dwór | część wsi |

W latach 1975–1998 miejscowość administracyjnie należała do województwa warszawskiego.